# Philip Harris
Philip Charles Harris, Barone Harris di Peckham (15 settembre 1942), è un politico e imprenditore britannico, membro del Partito Conservatore Inglese e membro della Camera dei Lords, oltre che uomo d'affari.
Harris è il presidente della Carpetright plc, con cui da oltre 40 anni è uno di maggiori rivenditori di tappeti del Regno Unito. È stato presidente e direttore esecutivo della Harris Queensway plc dal 1964 fino alla cessione della società nel 1988. Lord Harris è stato anche Direttore non-esecutivo della Great Universal Stores plc per 18 anni, fino al suo ritiro dal Consiglio della società nel luglio 2004. Lord Harris è diventato nel 2004 direttore non-esecutivo della Matalan nell'Ottobre 2004.
Dal 1996 ha ottenuto la nomina a vita alla Camera dei Lords. Ha partecipato alla fondazione dell'Harris City Technology College e della Harris Academy a Stanley. È stato nominato consigliere dell'Arsenal Football Club come direttore non-esecutivo nel novembre 2005.
È stato 162º nella classifica dei ricchi del 2004 stilata dal Sunday Times con circa 254 milioni di sterline.
Ha effettuato donazioni a David Cameron, di cui è amico, per la sua corsa alla guida del Partito Conservatore.